# 聶高信號驅逐艦 (DD-52)
聶高信號驅逐艦（舷號DD-52）是一艘隸屬於美國海軍的驅逐艦，為奧拜恩級驅逐艦的二號艦。她是美軍第二艘以聶高信為名的軍艦，以紀念為海軍服役於美國獨立戰爭時期、1812年戰爭及美國內戰時期的聶高信家族五人。
聶高信號在1913年於克雷普父子造船廠開始建造，在1914年下水，於1915年服役，其時第一次世界大戰已經爆發。接著聶高信號主要留在大西洋訓練及作中立巡航。美國參戰後，奧拜恩號被派往法國及愛爾蘭海域，掩護協約國船隻。期間聶高信號曾驅逐德國潛艇U-62號，並與范寧號驅逐艦合力迫使U-58號潛艇投降。戰後聶高信號留在加勒比海巡航，在1922年退役，並在1935年除籍，按倫敦海軍條約出售拆解。